# Cameron Woodward
Cameron Woodward, född den 8 januari 1985, är en australisk speedwayförare. 
Woodward har kört för Getingarna. Under 2008 körde han för laget Valsarna.